# Nieuw-Amsterdam (Suriname)
Nieuw-Amsterdam is een ressort en de hoofdstad van het district Commewijne in Suriname. De plaats ligt aan de samenvloeiing van de rivieren Suriname en Commewijne. Nieuw-Amsterdam telt circa 5.650 inwoners, overwegend Javanen en Hindoestanen. De plaats is bij de districtsbewoners ook wel bekend als "Kila" (Hindi-woord voor 'fort') of "Njun Foto" (Sranantongo).
Nieuw-Amsterdam is het belangrijkste regionale centrum van Commewijne vanwege de aanwezigheid van het districtscommissariaat, het kantoor van de gewestelijke politiecommandant alsook van de bestuursdienst. Verder is er ook een politiepost, de polikliniek van de Stichting Regionale Gezondheidsdienst annex dokterswoning, die een koloniale bouwstijl heeft, en de brandweerkazerne van het district. Ook zijn er een bibliotheek, twee scholen voor het basisonderwijs (een openbare en een van de Evangelische Broedergemeente Suriname) en een school voor MULO. In het woongebied grenzend aan het fort zijn de oude officierswoningen te zien die een bouwvallige indruk maken, maar bijna alle bewoond zijn door lokale ambtenaren in overheidsdienst.

## Geschiedenis

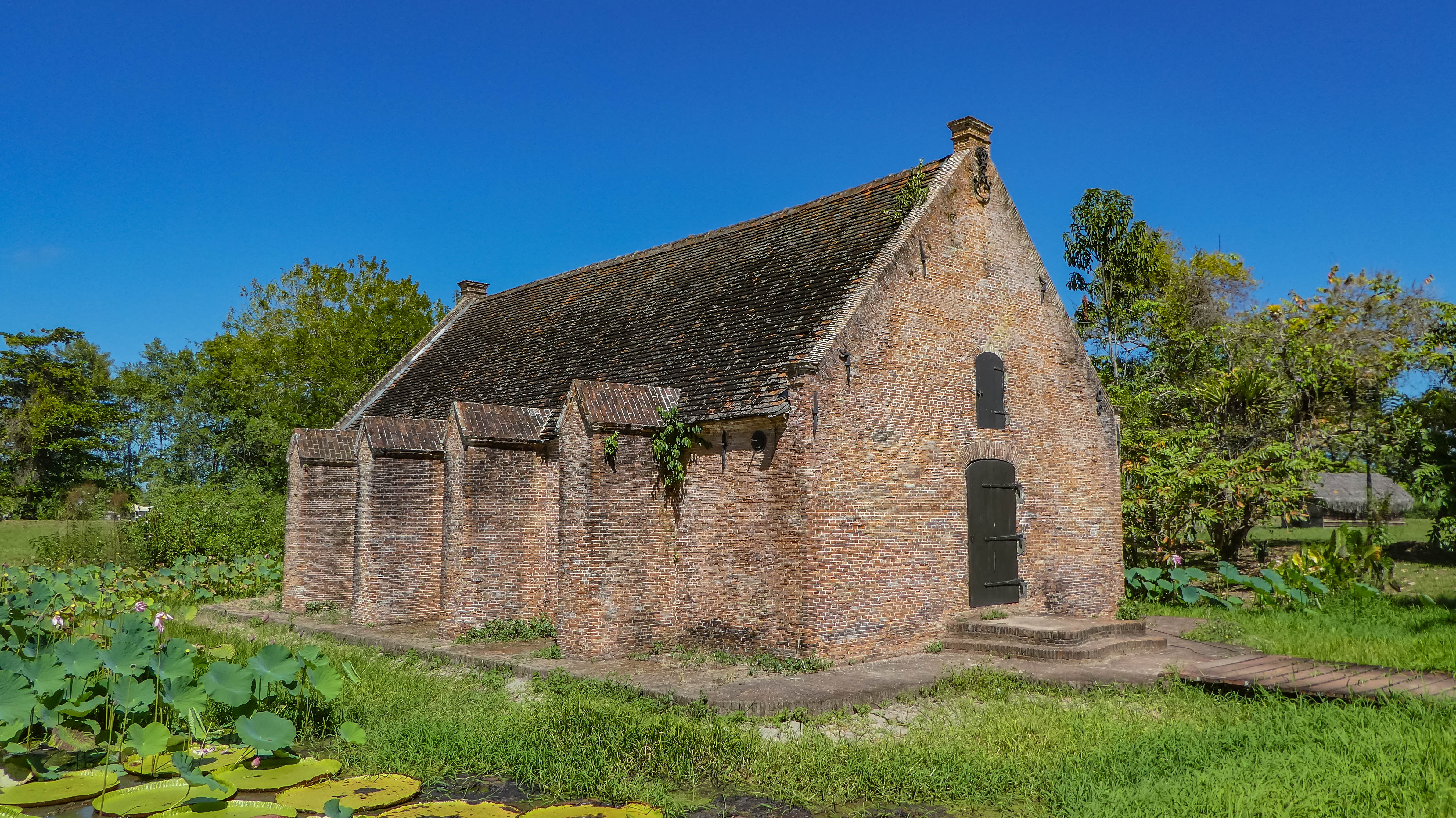
Het als kerk vermomde kruithuis van Fort Nieuw-Amsterdam.

De plaats ligt op de plek waar vroeger een modderbank lag, genaamd Tijgershol. Daar werd in de koloniale tijd een fort gebouwd, waaraan nog altijd de stervormige oever herinnert. Het Fort Nieuw-Amsterdam is mogelijk ontworpen door Philippe Chambrier, de stiefvader van Pierre-Alexandre Du Peyrou. Het werd gebouwd tussen 1734 en 1747 in de vorm van een regelmatige vijfhoek met bastionpunten. Samen met andere forten diende het als een verdedigingslijn tegen binnenvallende vijandelijke vloten. Aan de kustlijn zijn nog altijd grote kanonnen uit de Tweede Wereldoorlog te zien, hier opgesteld door de Amerikanen ter bescherming van de ingang van de rivier Suriname tegen Duitse schepen. Het Openluchtmuseum Fort Nieuw-Amsterdam (een deel van de voormalige plantage Dageraad) is een trekpleister voor toeristen en de nationale bevolking.
Vanaf 1873 was in Nieuw-Amsterdam de gevangenis gevestigd, die diende voor internering van de gevangenen die een ernstig delict hadden gepleegd, de zogenaamde "zwaardere criminelen". Deze inrichting werd rond 1982 verplaatst naar Santo Boma in het district Wanica. De oude gevangenisgebouwen maken deel uit van het openluchtmuseum, waar ook het oude lichtschip 'Suriname-Rivier' te zien is. Het gebouw van de voormalige strafgevangenis is begin 21e eeuw gerestaureerd en wordt sedertdien gebruikt voor het houden van exposities en andere culturele evenementen.

## Veer en brug
Sinds de opening van de Jules Wijdenboschbrug is de plaats - zoals het gehele district Commewijne - gemakkelijk per auto vanuit Paramaribo bereikbaar. Vroeger was de oversteek met een veerboot naar Meerzorg noodzakelijk. De oude veerverbinding tussen Paramaribo en Commewijne (Meerzorg) is met de ingebruikname van de brug weg komen te vervallen. Met kleine bootjes (korjalen) wordt nog een vaarverbinding  tussen Paramaribo/Leonsberg en de plaatsen aan de rechteroever van de Surinamerivier onderhouden. Ook de toeristische veerboot 'Merodia' die vanuit Paramaribo de plantages aan de rivier Commewijne aandeed, legde altijd eerst aan bij Nieuw-Amsterdam. Voor korjalen die van de Commewijne en de Cottica afgezakt komen is Nieuw-Amsterdam bijna altijd de laatste aanlegplaats voor de oversteek naar Paramaribo wordt gemaakt.

## Visserijschool
De regering is voornemens om een Visserijschool op te zetten te Nieuw-Amsterdam, aangezien er in dit ressort voornamelijk aan visserij wordt gedaan. Er is een Visserijdienst van het Ministerie van Landbouw, Veeteelt en Visserij (L.V.V.) opgezet, waar men terechtkan voor de opkoop van rauwe, gedroogde en gerookte vis en (koel)ijs. Ook de kleine huishoudens doen aan visverkoop en -verwerking, hetgeen te merken is aan de houten kraampjes langs de straatzijde.

## Gedicht
De dichter Shrinivási, die een tijdlang als onderwijzer gedetacheerd was in Nieuw-Amsterdam, heeft poëzie over de plaats geschreven, waarbij hij het samenvloeien van de rivieren als metafoor nam voor de eenwording van het Surinaamse volk. Dit gedicht is te lezen op een marmeren plaat op het terrein voor de politiepost.

## Galerij

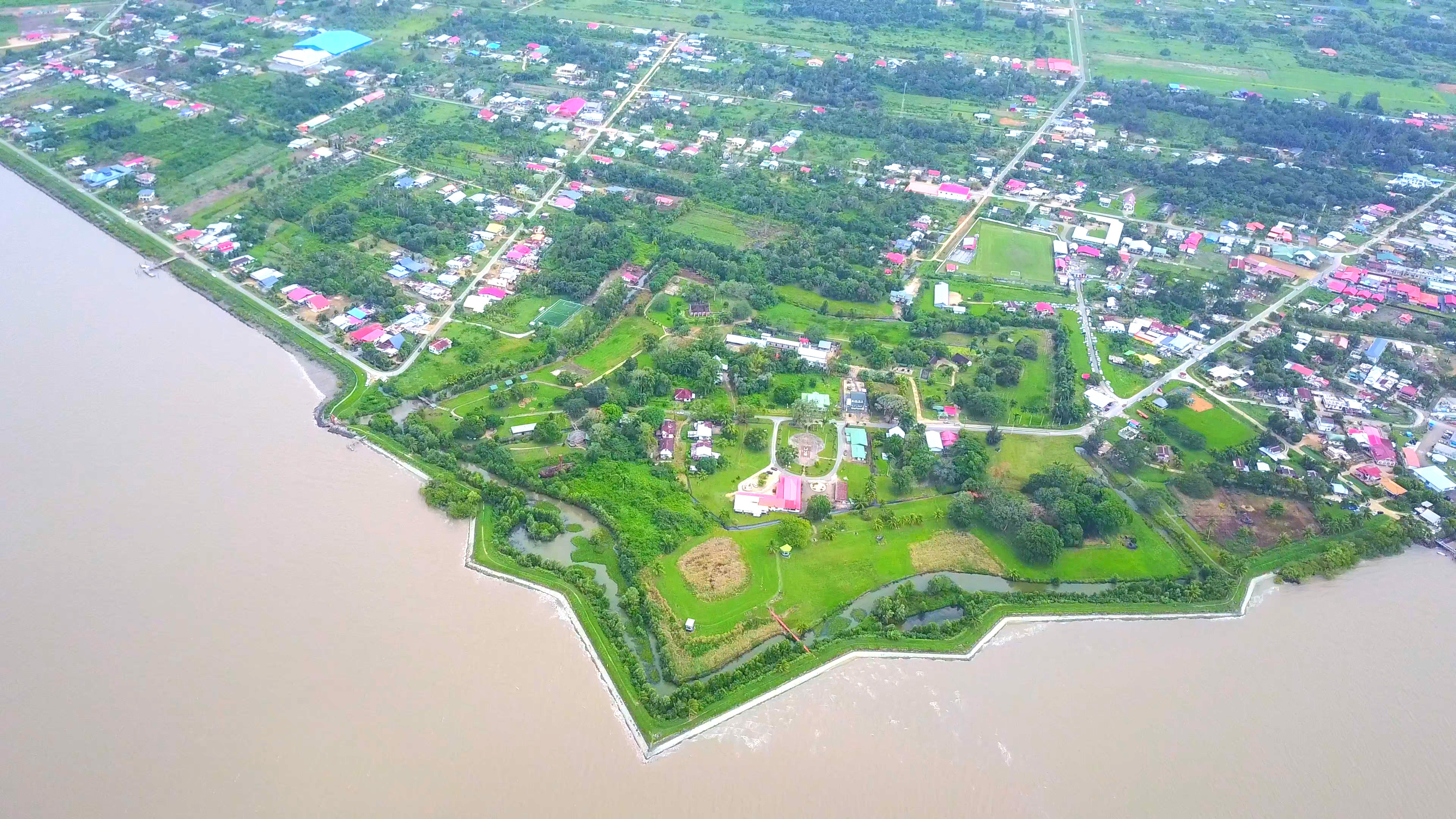
Het duidelijk ster-vormige fort vanuit de lucht bezien
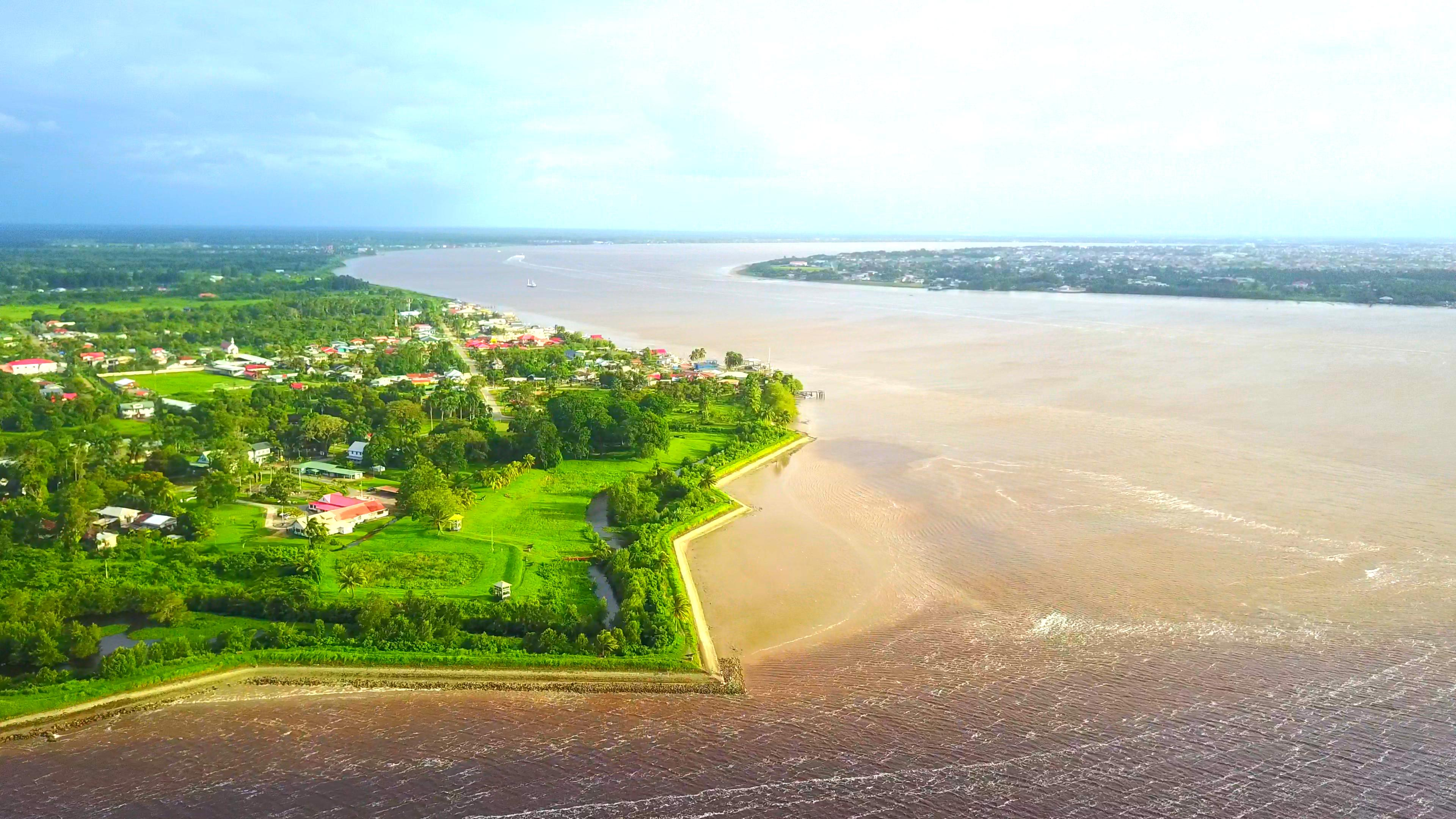
Het fort aan de Surinamerivier
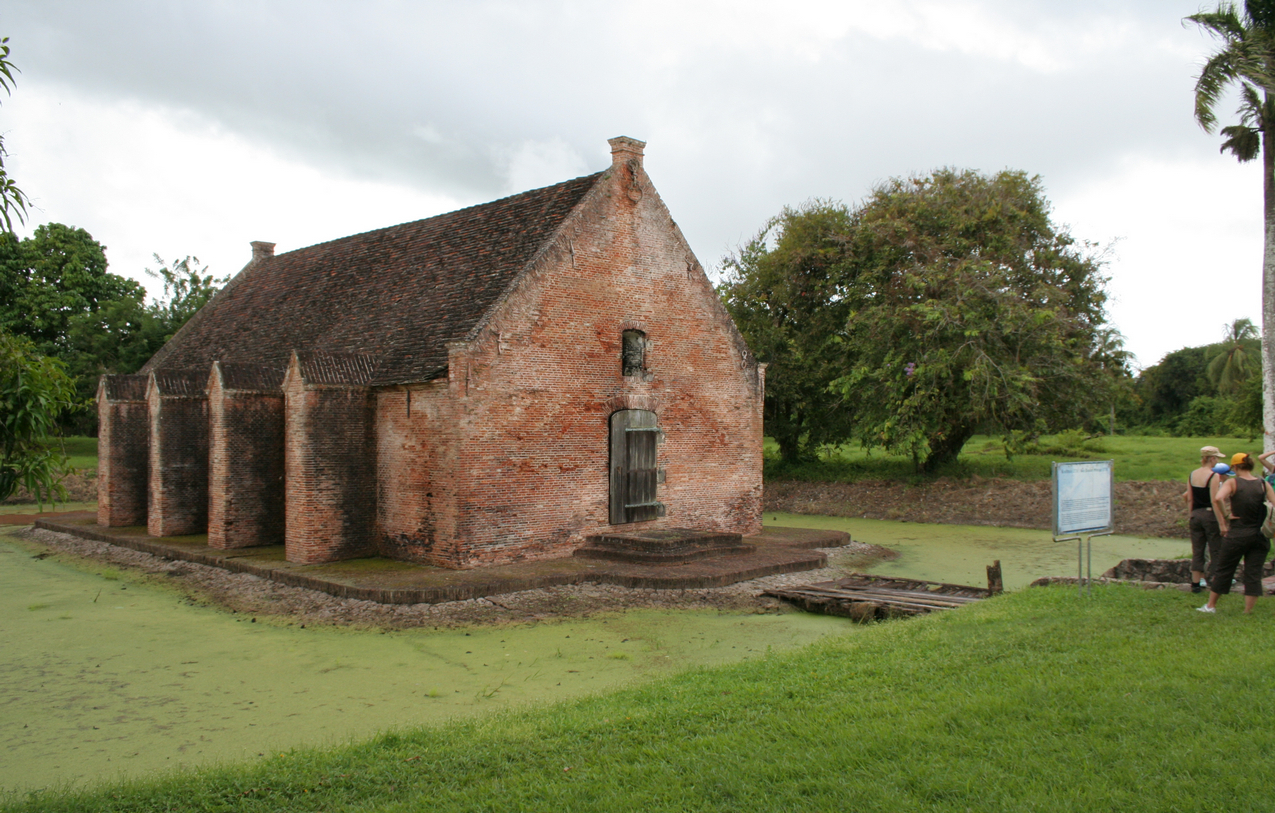
Kruithuis van Fort Nieuw-Amsterdam
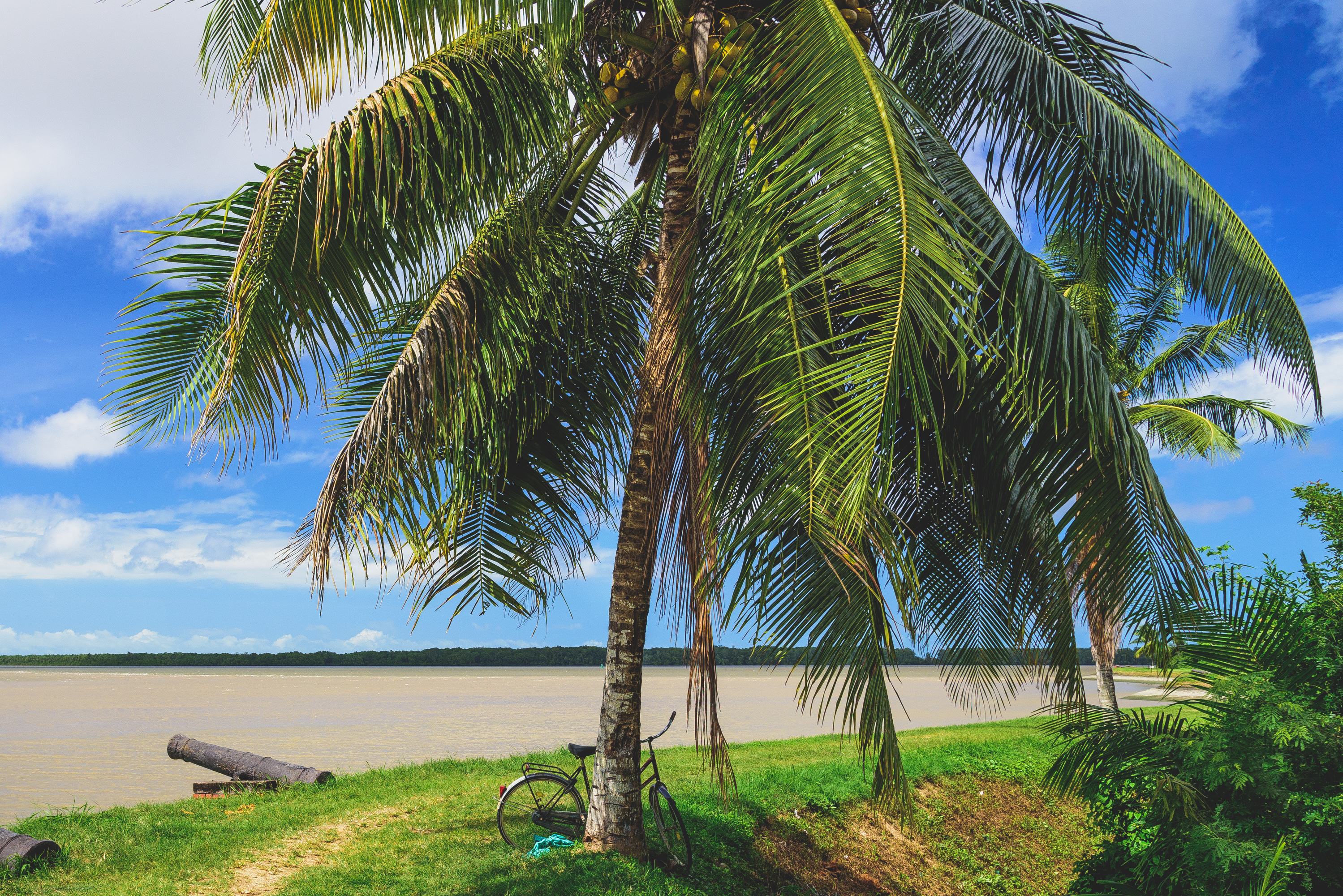
De Surinamerivier bij het fort
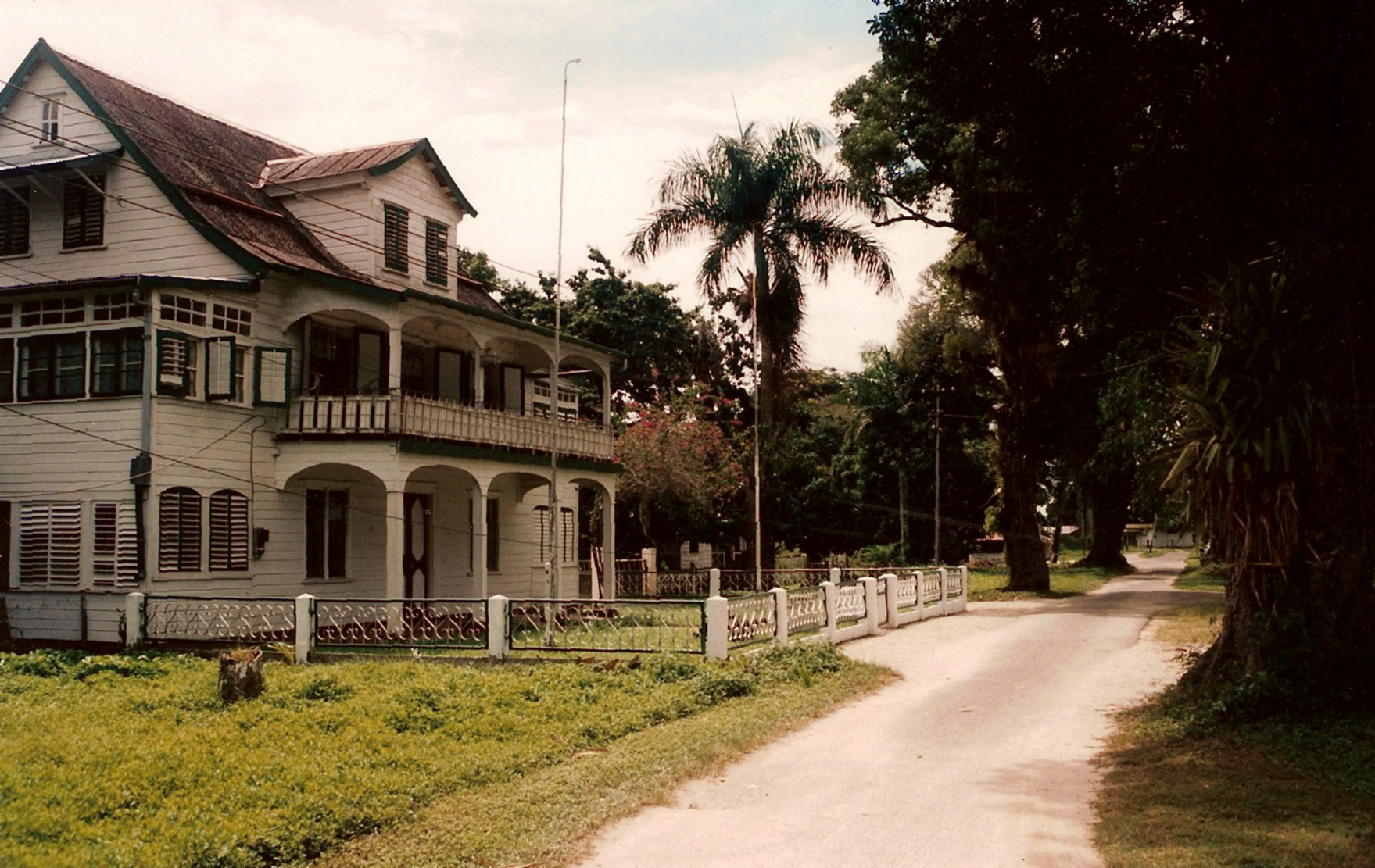
De thans onbewoonde woning van de districtscommissaris
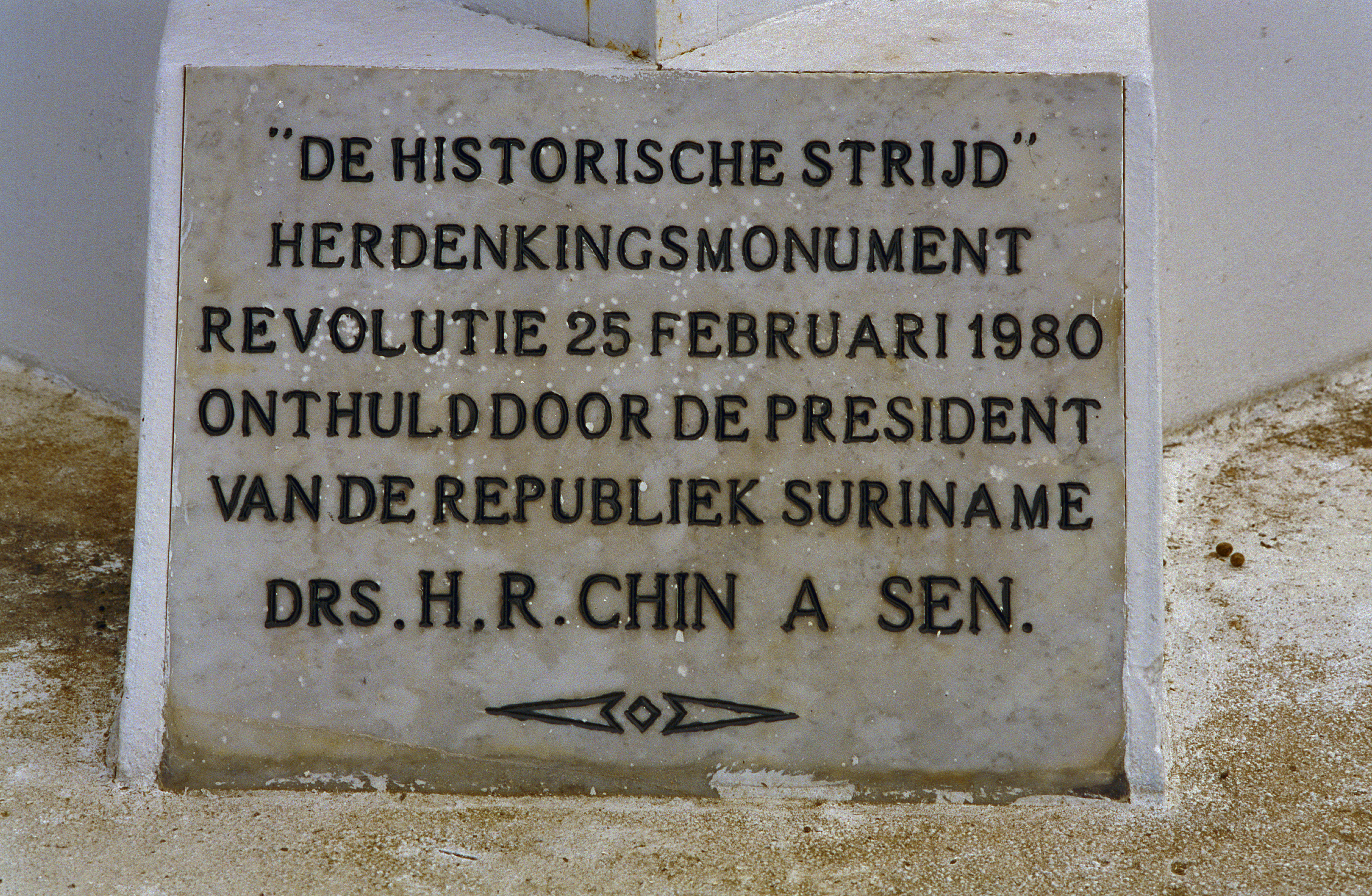
Herdenkingsmonument van de revolutie van 25 februari 1980
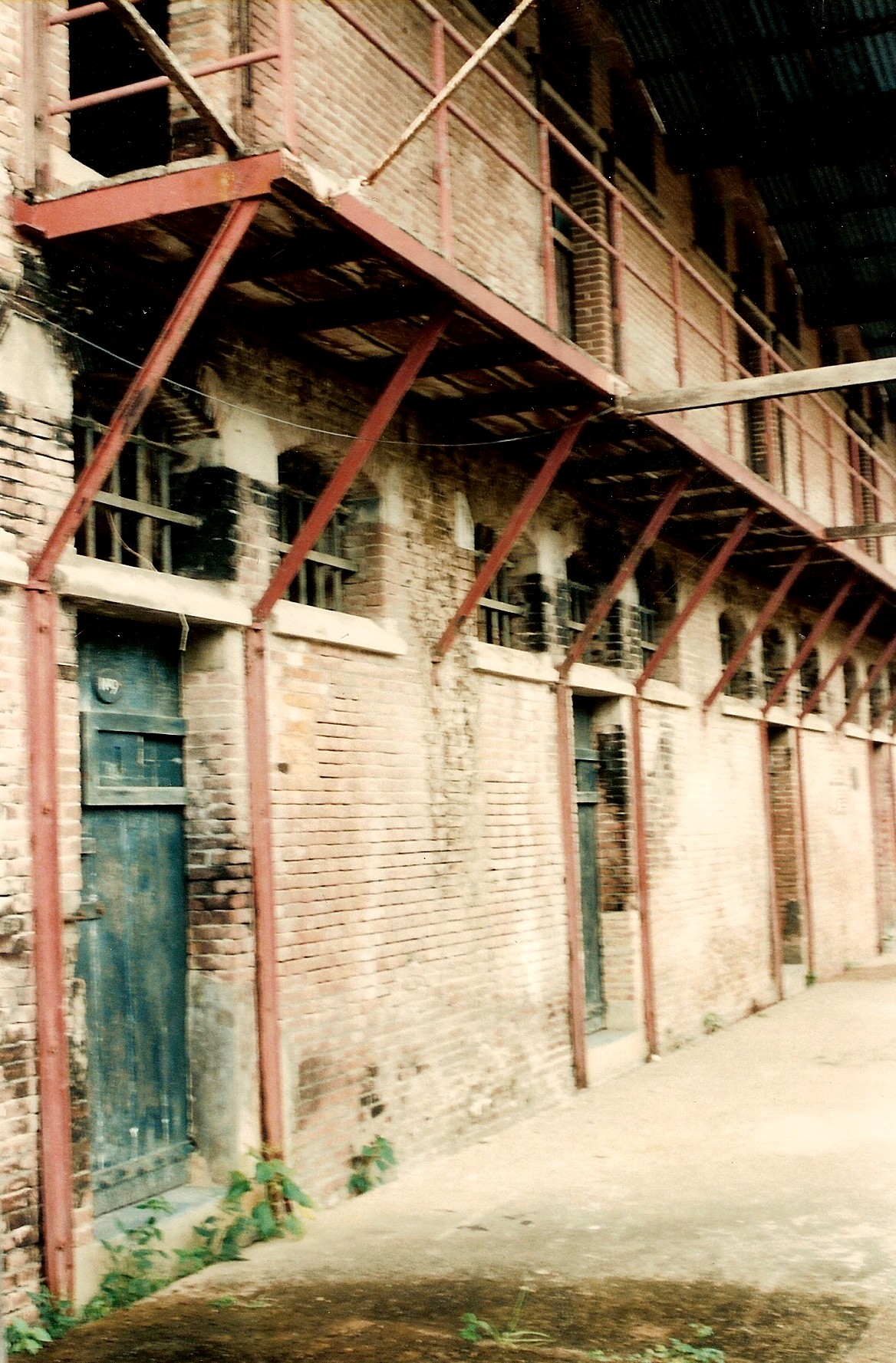
De voormalige strafgevangenis
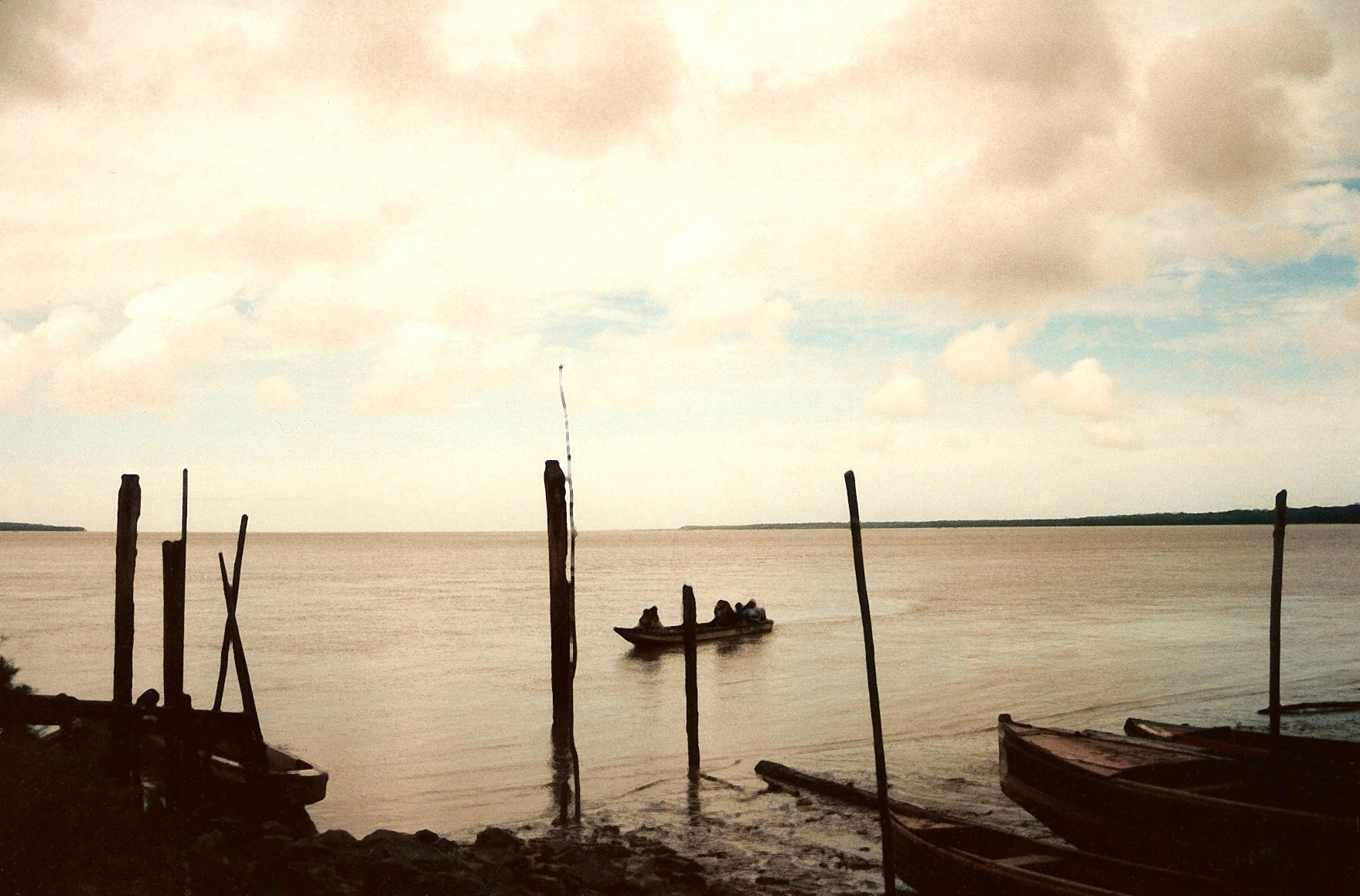
De samenvloeiing van de rivieren Suriname en Commewijne bij Nieuw-Amsterdam.